# Sunčev toplovodni kolektor
Sunčev toplovodni kolektor ili solarni kolektor je dio sunčevog toplovodnog sustava, koji direktno pretvara sunčevu energiju u toplinsku energiju vode ili neke druge radne tvari. Sustavi za sunčevo grijanje mogu biti otvoreni, u kojima voda koja se zagrijava prolazi direktno kroz kolektor na krovu (termosifon) ili zatvoreni u kojima su kolektori popunjeni tekućinom, koja se ne smrzava (glikol, antifriz) i mogu se koristiti kod vanjskih temperatura ispod 0 ºC. Tijekom sunčanog dana, voda može biti grijana samo u kolektorima, a ako vrijeme nije lijepo, kolektori pomažu u dogrijavanju i time štede potrošnju električne struje. Sunčevi kolektori su vrlo korisni izvori toplinske energije kod bazenske tehnike, gdje je temperatura vode u pravilu uporabno niža, te se optimalna temperatura bazena održava nekoliko tjedana više u godini nego bez sunčevog toplovodnog sustava za grijanje vode. U Europskoj uniji znatno se povećava količina ugrađenih sunčevog sustava za grijanje potrošne vode i prostorija. Tijekom 2000. instalirano je 1 046 140 m2 novih sunčevih kolektora. I pri ovoj su tehnologiji sunčevog grijanja Njemačka i Austrija europski voditelji. Tako je u odnosu na cijelu Europu u Njemačkoj te godine instalirano više od 60% sunčevih toplovodnih sustava. Plan je Europske unije bio ugraditi oko 100 milijuna m2 do 2010., no trenutni su pokazatelji oko 80 milijuna m2.

### Vrste sunčevih toplovodnih kolektora
Sunčevi toplovodni kolektori mogu biti:
- nekoncentrirani
- koncentrirani

### Sunčevi nekoncentrirani kolektori
Sunčevi nekoncentrirani kolektori se najčešće pojavljuju u obliku pločastih sunčevih kolektora. Koriste se uglavnom u sustavima grijanja i pripreme potrošne tople vode. Sastoje se od površinskog apsorbera, radnog medija, kućišta kolektora i pokrivke. Radni medij pretvornika može dostići temperaturu od oko 200 °C.

#### Sunčevi kolektori bez ostakljenja
Najjednostavniji tip sunčevog toplovodnog kolektora su kolektori bez ostakljenja. Kao što ime kaže, takvi kolektori nemaju ostakljenje, niti izoliranu kolektorsku kutiju, tako da se sastoje samo od apsorbera. Najčešći primjeri su “uradi-sam” spremnici tople vode, koji su okrenuti prema Suncu i obojani u crno. Najveći nedostaci takvih sustava su veliki gubitci akumulirane toplinske energije (npr. preko noći ili po oblačnom vremenu) i mogućnost zamrzavanja sustava zimi.

#### Pločasti sunčev kolektor
Pločasti sunčev kolektor ima stupanj iskoristljivosti sunčeve energije 50-80%, te je osnovni dio sunčevog toplovodnog sustava. Kolektor je prekriven sunčevim staklom, te je otporan na tuču i lom. Cijevi kolektora se laserski spajaju na bakreni lim kolektora. Kolektor se može postavljati na kosi krov, ravni krov ili se može uklopiti u krovište. Kolektori se mogu postavljati položeni na krov, pa do kuta od 60° u odnosu na tlo. Apsorberi su premazani selektivnim premazom visoke učinkovitosti. Okvir kolektora je napravljen od crnog anodiziranog aluminija. Preporuka je da se dimenzioniraju za ljetne toplovodne sustave i kutove postavljanja 20 - 30°.
Pločasti sunčevi kolektori su visokotemperaturni, konstruktivno izvedeni kao ravne ploče i koriste se tamo, gdje zadovoljavajuća temperatura radne tvari (voda) ne prelazi 95 °C, uglavnom za zagrijavanje potrošne tople vode i bazenske tehnike. Srednjetemperaturni kolektori se najčešće posredno koriste pri prizvodnji vruće vode za stambenu i komercijalnu uporabu, te neposredno za kuhanje, dezinfekciju i desalinizaciju.
Sam kolektor je u stvari toplinski izolirana kutija s jednom prozirnom stranicom, u kojoj se nalaze cijevi kroz koje prolazi voda. Na cijevima se nalaze limena krilca koja su obojana u crnu boju. Na taj način sunčevo svjetlo ulazi kroz prozirnu stranicu i udara o crnu limenu površinu, te se pretvara u toplinsku energiju. Pritom se lim zagrijava, a kako je fizički spojen s cijevima, zagrijavaju se i same cijevi, grijući tako vodu koja prolazi kroz njih. Zagrijana voda se zatim odvodi u sunčev spremnik topline, gdje se energija akumulira. Ako se sunčev sustav nalazi u podneblju gdje zimi temperature padaju ispod 0 ºC, umjesto vode kroz kolektore prolazi mješavina sa sredstvom protiv smrzavanja. Zatim se ta mješavina odvodi u spremnik, gdje pomoću izmjenjivača topline predaje energiju vodi unutar spremnika. Ohlađena mješavina se pumpa nazad u kolektor gdje se ponovo zagrijava.
Za potrebe jednog kućanstva dostatan je manji sunčev toplovodni sustav, koji se sastoji od 2 do 4 m2 površine kolektora i spremnika za vodu od oko 200 do 300 litara. Međutim isplati se ugraditi i veći sustav od npr. 10 do 12 m2 površine kolektora sa spremnikom od 750 do 1000 litara. Takav sustav može i zimi akumulirati dovoljno energije da se može spojiti na centralno grijanje, te na taj način smanjiti račun za grijanje. Ovakav način grijanja zovemo aktivnim sunčevim grijanjem.
Sunčeva oprema je zasad još uvijek preskupa za prosječnog čovjeka. Visoke cijene su najvjerojatnije i glavni razlog zašto se ova tehnologija ne koristi u skladu sa svojim mogućnostima. U drugim državama je moguće dobiti porezne olakšice prilikom kupnje sunčeve opreme, što je pravo čudo s obzirom na to da su naftni lobiji izuzetno snažni, a naftnoj industriji nikako nije u interesu da ljudi manje koriste fosilna goriva. Na nama je da se i u Hrvatskoj izborimo za poticaje na kupnju sunčeve opreme. U kombinaciji s edukacijom ova tehnologija bi mogla napokon zaživjeti. Drugi način da se zaobiđe problem skupoće je samogradnja sunčeve opreme. Naime, ljudi koji znaju koristiti osnovne stolarske alate bez većih teškoća se mogu upustiti u gradnju vlastitog sunčevog sustava. Na taj način može se uštedjeti golema količina novca, a izrađena oprema ne mora nužno biti lošija od tržišne.

#### Vakuumski sunčev kolektor
Vakuumski sunčev kolektor koristi sličan način rada kao i termos boca (Dewarova posuda). U svrhu smanjenja toplinskih gubitaka u kolektoru, apsorberi se nalaze u staklenim cilindrima u kojima je vakuum, na tlaku manjem od 0,01 bara. Apsorber koji se ugrađuje u vakuumske cijevi je plosnata traka ili premaz koji se nanosi na unutrašnju stranu staklene vakuumske cijevi. Kako je potrebna površina koju zauzimaju vakuumski kolektori za 1/3 manja od ravnih kolektora, pogodni su za krovove koji nemaju dovoljno mjesta za ugradnju pločastih sunčevih kolektora.
Vakuumski sunčevi kolektori na godišnjoj razini daju 5 - 8% više energije, te se primjenjuju za zimsko zagrijavanje vode, te tijekom ljeta mogu brzo pregrijati vodu na visoke temperature preko 130 °C. Kolektori imaju visoki stupanj apsorpcije zahvaljujući apsorberu s presvlakom aluminijskog nitrita. Svaka cijev kolektora se može posebno zamijeniti bez potrebe pražnjenja sustava. Koriste se u sustavima pripreme potrošne tople vode, te u sustavima pomoći u grijanju. Mogu se ugraditi na kose, ravne krovove, te uklopiti u krov. Preporuka je da se dimenzioniraju za zimske sustave i kutove postavljanja 50 - 60º. Postoje modeli vakuumskih kolektora koji se mogu izgrađivati od elemenata i može se sagraditi kolektor koji ima i do 150 vakuumskih cijevi.
Osnovna razlika pločastih i vakuumskih kolektora je u različitom stupnju iskorištenja, ovisno o godišnjem dobu, a ta razlika proizlazi iz ovisnosti o vanjskoj temperaturi zraka, koja direktno djeluje na učinkovitost kolektora. Pločasti kolektori su bolji u ljetnom razdoblju, dok su vakuumski bolji u zimskom razdoblju. Po cijeni su vakuumski kolektori znatno skuplji, te se pretežito primjenjuju u izrazito hladnim klimama sjeverne Europe. 80% sunčevih sustava se koristi prvenstveno za pripremu potrošne tople vode, a takvi sustavi se dimenzioniraju za ljetno opterećenje. Kako su pločasti kolektori predviđeni za ljetno razdoblje, dolazi se do zaključka da je jedini optimalni izbor pločasti kolektor za područje jugoistočne Europe, koja ima relativno toplu klimu.
Godišnje sunčevo zračenje u Hrvatskoj je oko 1600 kWh/m2 u primorskoj, pa do 1100 kWh/m2 u kontinentalnoj Hrvatskoj. Sunčevi kolektori direktno pretvaraju sunčevu energiju u toplinsku energiju, a učinkovitost pretvorbe ovisi o vrsti kolektora. Kako opada vanjska temperatura zraka, povećava se razlika temperature između kolektora i vanjskog zraka, te dolazi do opadanja ukupne učinkovitosti kolektora. Srednja godišnja učinkovitost kolektora je oko 50 - 60% (oko 500 - 800 kWh/m2 kolektora godišnje), dok je stupanj iskorištenja sustava oko 30-50% za pravilno dimenzionirani sustav. Tijekom zime kolektorski sustav najbolje učinke daje u kombinaciji s podnim grijanjem, jer se mogu ostvariti temperature od 40 do 50 °C u kolektoru, koje će biti dovoljne za rad podnog grijanja.

#### Sunčev zid
Sunčev zid je sustav sunčevog grijanja zraka, koji je posebno osmišljeno rješenje i sadrži mnoge unutarnje i vanjske dijelove. Koristi sunčevu energiju za grijanje i ventiliranje unutarnjih prostora u novim i saniranim odgovarajućim primjenama. Konstrukcija sustava je prilagođena kako bi osigurali najveću dostavu energije s najmanjom količinom statičkog tlaka u zračnom prostoru. Postoje mnogi oblici tehnologije sunčevog zida temeljene na potrebama energije u zgradama ili prema korisničkim potrebama. Najvidljivija komponenta sistema je vanjska metalna obloga, ali značajna količina opreme sunčevog zida nalazi se u unutarnjim oblikovanim dijelovima.

### Sunčevi koncentrirani kolektori
Sunčeva koncentrirana snaga ili CSP (engl. Concentrated Solar Power) se koristi u sunčevim termoelektranama, gdje se proizvodi električna energija, najčešće na kombinirani pogon (uz sunčani, imaju još i dodatni izvor na fosilna goriva, najčešće prirodni plin). U njima se Sunčeva energija prvo pretvara u toplinsku, te potom u električnu. Usprkos činjenici da je u tom procesu pretvorbe jedna karika više, stupanj iskorištenja im je zavidna (20-40%), a negativan utjecaj na okoliš zanemariv. Područja s puno sunčanih sati (poput pustinja i polupustinja) izrazito su pogodna za izgradnju ovakvih elektrana.
Trenutno u svijetu radi nekoliko sunčevih koncentrirajućih toplinskih elektrana. U njima se pomoću sustava zrcala (ravnih ili paraboličnih) ili leća, kombiniranog sa sustavom za praćenje položaja Sunca na nebeskom svodu, izravno Sunčevo zračenje fokusira na spremnike s nekim fluidom (voda, ulje, tekući natrij i sl.) koji se zagrijava, te se njegovim prolaskom kroz parne turbine ili Stirling (toplinske) motore proizvodi električna energija. U tom procesu nastaju vrlo visoke temperature, pa su ovakvi sustavi ujedno pogodni za proizvodnju topline i pare za druge namjene (kogeneracija). Za primjenu ovakvih sustava potrebna je dnevna vedrina, te u područjima sa značajnijom naoblakom imaju ograničenu primjenjivost. Prema izvedbi i korištenom sustavu zrcala/leća, sustavi sa sunčevom koncentriranom snagom se dijele na nekoliko grupa:
- parabolični kolektori
- sunčevi tornjevi
- sunčevi tanjuri
- Fresnelovi kolektori
- sunčeve uzgonske elektrane[3]

#### Parabolični kolektori
Sastavljeni su od niza dugih paraboličnih zrcala i kolektora (cjevovoda) smještenog u žarište. Velika je prednost ovoga sustava što se ne mora pomicati ako je pomak položaja Sunca na nebu u odnosu na sustav paralelan, jer Sunčeve zrake u takvim uvjetima i dalje padaju na kolektore, dok je u ostalim okolnostima potrebna rotacija oko jedne osi. U kolektorskom sustavu struji sintetsko ulje, rastopljena sol ili para pod tlakom.
Gubici konvekcijom i kondukcijom mogu se smanjiti smještanjem kolektora u vakumirano staklo. Najveća sunčeva termoelektrana je Sunčeva termoelektrana SEGS, s paraboličnim kolektorima instalirana je u pustinji Mojave u južnoj Kaliforniji, u razdoblju od 1985. do 1991., ukupne snage 354 MW i ukupne površine kolektora od 2 295 000 m2.

#### Sunčevi tornjevi
Elektrane ovoga tipa prostorno su zahtjevne, jer se oko središnjeg tornja smješta veliki broj zrcala koja reflektiraju Sunčeve zrake u kolektor. Zahvaljujući mogućnosti postizanja vrlo visokih temperatura, iskoristljive su ne samo u proizvodnji, nego i u skladištenju energije, koje ovisi o korištenom fluidu. Dodatna im je prednost da se mogu izgraditi i u brdskim područjima. Zrcala su konstruirana kao heliostati (rotacija oko dvije osi), jer tijekom dana moraju pratiti položaj Sunca na nebeskom svodu. Time je cijena gradnje i održavanja povećana.

#### Sunčani tanjuri
Sastoje se od niza zrcala posloženih u obliku parabole koji reflektirajući fokusiraju izravne Sunčeve zrake u žarište gdje se nalazi kolektor. U njemu se razvijaju vrlo visoke temperature. Zagrijani fluid pogoni Stirlingov ili parni stroj. Za rad im je neophodno vedro vrijeme, a optimalno pozicioniranje postiže se rotacijom „tanjura“ oko dvije okomite osi. Stupanj iskorištenja ovakvih uređaja je oko 30% (teorijski do 90%), a koncentrirajuća snaga je obično od 30 do 50 Sunaca (što znači da se toliko puta poveća dotok Sunčevog zračenja po jedinici površine u odnosu na stanje bez koncentriranja pomoću zrcala). Ograničavajuće okolnosti za širu primjenu su česta servisiranja zbog mehaničkih dijelova, te skupa parabolična zrcala. Sunčane termoelektrane s tanjurastim kolektorima pogodne su za manje potrošače električne energije snage do 100 kW.

#### Fresnelovi kolektori
Ovi sustavi sastoje se od niza dugih ravnih ili malo zakrivljenih zrcala, koja rotirajući samo oko jedne osi prate položaj Sunca i reflektiraju izravne Sunčeve zrake na fiksni linijski kolektor na visini od oko 8 m od tla, kojih može biti jedan (prototip Solarmundo, Belgija) ili više (prototip CLFR – Compact Linear Fresnel Reflectors, Australija – kompaktni linijski Fresnel reflektori). Oba spomenuta pogona su u fazi prototipa i trebali bi biti dijelovi hibridnog (kogeneracijskog) sustava, umanjujući utrošak fosilnih goriva za dobivanje električne energije. Maksimalni učinak (od oko 20 %) postiže se zahvaljujući pokretnim rotirajućim zrcalima koja ne bacaju sjenu na okolna zrcala. U mjestu Bakersfield (Kalifornija) završena je Sunčeva termoelektrana Kimberlina, koja ima instaliranu snagu 5 MW i prva je tržišna elektrana koja na radi na principu Fresnelovih kolektora.

#### Sunčeve uzgonske elektrane
Električna energija se ovom tehnologijom dobiva pomoću standardnih parnih turbina smještenih u tornju i pogonjenih toplim zrakom. Topli zrak proizvodi se ispod velike ostakljene površine, a prema tornju se giba zbog ukošenosti površine. Ostakljena površina treba biti izrazito velika. Pretvorba Sunčeve u toplinsku energiju nije učinkovita, no zanimljiva je zbog niskih investicijskih troškova. Prototip koji je izgrađen 1982. u Španjolskoj i bio je u probnom radu do 1989., imao je problema s vrtloženjima. Temeljni preduvjet za gradnju sunčevih dimnjačkih elektrana dostatan je intenzitet Sunčeva zračenja (da bi se za razmatranu lokaciju ekonomski opravdala gradnja postrojenja, potrebna je najmanja insolacija od 2000 kWh/m2 godišnje). Najjužniji dijelovi hrvatske obale imaju insolaciju od najviše 1600 kWh/m2 godišnje, pa gradnja sunčanih uzgonskih elektrana u Hrvatskoj za sada nije ekonomski opravdana.

#### Sustav za skladištenje topline
Svi navedeni sustavi sa sunčevom koncentriranon snagom mogu znatno povećati svoju učinkovitost i pouzdanost u isporuci električne energije ugradnjom sustava za skladištenje topline. Višak Sunčeve energije tijekom dana koji ne može biti pretvoren u električnu energiju, skladišti se u obliku toplinske energije i koristi nakon zalaska Sunca. Za tu svrhu koriste se materijali velike energetske gustoće (tj. toplinskog kapaciteta), kao što je npr. kuhinjska sol, čiji je sastojak natrij (metal upravo takvih svojstava), a moguća je upotreba i pregrijane vodene pare pri visokom tlaku (50 bara) i temperaturi (gotovo 300 °C), te pročišćeni grafit.
U budućnosti se očekuje, kada se iz faze prototipa i probnih pogona prijeđe na komercijalnu primjenu, smanjenje troškova ulaganja u sunčeve termoelektrane s paraboličnim kolektorima za 50%, u sunčane termoelektrane s prihvatnikom na tornju i poljem heliostata za 33%, te u sunčeve termoelektrane s paraboličnim tanjurastim kolektorima za 25%.